# 布拉达斯
布拉达斯（法語：Bras-d'Asse）是法国上普罗旺斯阿尔卑斯省的一个市镇，属于迪尼莱班区（Digne-les-Bains）梅泽勒（Mézel）。该市镇2009年时的人口为568人。

## 人口
布拉达斯人口变化图示
| 数据来源：INSEE |